# فاهافالو، مدغشقر 1947
فاهافالو، مدغشقر 1947 (بالإنجليزية: Fahavalo, Madagascar 1947)‏ هُو فيلم وثائقي تاريخي ملغاشي صدر سنة 2018 وأخرجته المُخرجة ماري كليمنس بايس وأنتجته المُخرجة نفسها بالاشتراك مع أغنيس كونتينسو وفيفيان داهان.
يتحدث الفيلم الوثائقي عن الانتفاضة الملغاشية سنة 1947، والتي اندلعت ضد السلطات الاستعمارية الفرنسية في مدغشقر، حيث أُدرجت في الفيلم عدة شهادات من أشخاص لازالوا أحياء كانوا قد عايشوا الانتفاضة. حاز الفيلم على إشادة النقاد وفاز بالعديد من الجوائز في بعض المهرجانات السينمائية الدولية كانت أبرزُها جائزة الأفلام الوثائقية العالمية في الدورة الثانية والأربعين من مهرجان الفيلم العالمي، كما حاز الفيلم أيضا على تنويه خاص في مهرجان قرطاج السينمائي.

## روابط خارجية
فاهافالو، مدغشقر 1947 على موقع IMDb (الإنجليزية)
- فاهافالو، مدغشقر 1947 على موقع ألو سيني (الفرنسية)
- فاهافالو، مدغشقر 1947 على موقع قاعدة بيانات الفيلم (الإنجليزية)
- فاهافالو، مدغشقر 1947 على موقع ليتربوكسد (الإنجليزية)